# Whale Skerries
Die Whale Skerries sind eine kleine Gruppe aus Inseln und Klippen im Archipel der Südlichen Orkneyinseln. In der Lewthwaite Strait liegen sie unmittelbar westlich des Kap Disappointment von Powell Island.
Der norwegische Walfängerkapitän Petter Sørlle kartierte sie zwischen 1912 und 1913. Er benannte sie als Hvalskjærene (norwegisch für Walschären). Das UK Antarctic Place-Names Committee übertrug diese Benennung 1954 ins Englische.